# Chypre aux Jeux olympiques d'hiver de 1998
Cet article contient des informations sur la participation et les résultats de Chypre aux Jeux olympiques d'hiver de 1998 à Nagano aux Japon. Chypre était représenté par un seul athlète.

## Athlète
- Andreas Vasili